# تجمع شرج الفلاحين (بروم ميفع)

تعديل مصدري - تعديل

تجمع شرج الفلاحين هي إحدى قرى عزلة ميفع بمديرية بروم ميفع التابعة لمحافظة حضرموت، بلغ تعداد سكانها 183 نسمة حسب تعداد اليمن لعام 2004.